# Pole (sociologie)
Teorie pole (francouzsky) je sociologická teorie, kterou zveřejnil francouzský sociolog Pierre Bourdieu. Koncept pole odkazuje k určitému sociálnímu prostoru, na jehož půdě sociální aktéři budují nebo udržují svou sociální pozici. Příkladem může být pole vědecké, politické, umělecké nebo sportovní.

## V kontextu sociologie
Jednou ze sociologických disciplín, kterou se Bourdieu zabýval, byla sociologie kultury. Sociologie kultury zkoumá charakter a projevy působení kultury na život lidí. Kultura je vytvářena, ale zároveň i relativizována lidským jednáním a chováním.
Bourdieuho pojem habitus je spojen s teorií praxe, která se zabývá tím, jak společenské bytosti s různorodými záměry vytvářejí a transformují svět.
Bourdieu se snaží vyrovnat spor mezi subjektivním a objektivním. Subjektivismus znamená, že aktér svým jednáním ovlivňuje realitu, objektivismus předpovídá existenci určité struktury ve společnosti (nebo v její části), která ovlivňuje aktérovo jednání (má na něj determinující a donucovací vliv. Bourdieu se snaží překonat tento spor, protože podle něj pole a habitus fungují ve vzájemném vztahu.

### Teorie pole
V rámci každého pole existují pravidla hry, tedy procesy, kdy aktéři budují nebo se snaží udržovat svou sociální pozici. Tato pravidla hry jsou speciální pro každé pole. Jednotícím mechanismem skrz všechna pole je však dle Bourideua fakt, že o sociální pozici v rámci specifického pole rozhoduje kapitál aktéra – a to jak objemově, tak strukturou (strukturou míní Bourdieu různé poměry kapitálu ekonomického, kulturního a sociálního). Spolurozhodují i pravidla pole, která výsledný kapitál nutně ovlivňují.
Termín pole v Bourdieuho teorii vymezuje určitou oblast v sociální realitě. Může se jednat například o pole intelektuální, umělecké, vědecké, sportovní aj. V rámci každého pole fungují specifická pravidla, která aktéři musí dodržovat, aby byli součástí pole. Zároveň tyto imperativy vysvětlují i silový, donucovací, charakter pole, který od aktérů vyžaduje určité normy vycházející z některého typu jejich kapitálu. Například v rámci vědeckého pole je požadovaným standardem určité dosažené vzdělání, které umožňuje vstup do pole.
Autonomie je schopnost nezávislosti vnitřního řádu pole na vnějších vlivech. Stupeň autonomie, dle kterého lze pole posuzovat, pak odkazuje k této schopnosti. Pole nabývají autonomie historickým vývojem, vymezují se jak od dalších polí, tak například od politického nebo komerčního systému. Schopnost autonomie pole vychází z aktérů, kteří pole v přítomnosti utvářejí (objektivismus vs. subjektivismus). To je důvodem, proč vně pole vznikají mezi aktéry rozpory v tom, do jaké míry držet pole opravdu nezávislé a do jaké míry získávat podporu z vnějších zdrojů a přijímat s ní stanovované požadavky.
Bourdieu prostřednictvím autonomie pole rozpracovává Durkheimovu koncepci diferencovaných a méně diferencovaných společností, kdy znakem rostoucí diference je rostoucí dělba práce v rámci společnosti. Nediferencované společnosti lze charakterizovat jedním společným sociálním prostorem, zatímco ve společnostech diferencovaných se sociální prostor dělí v několik specializovaných polí podle úrovně dělby práce.
Prostřednictvím teorie pole lze pak analyzovat společnost ve třech základních aspektech:
1. analýzou umístění specifického pole v rámci mocenského pole dané společnosti,
2. deskripcí a analýzou sociálního řádu a sociální struktury vně pole,
3. analýzou habitu, který se v rámci specifického pole vytváří u vedoucích aktérů.[6]

### Další zpracování konceptu pole
Anglický profesor lingvistiky Norman Fairclough použil koncepty habitu a pole v lingvistice a v diskurzivní analýze. Fairclough ztotožňoval pravidla diskurzu s Bourdieuho pojetím sociálního pole.
Americký geograf Allan Pred aplikoval v sociální geografii dialektický vztah mezi aktérem a strukturami.
Princip pole je využíván i při řadě výzkumů, a to jak v oblasti sociologie, tak i historie nebo filosofie. V roce 2013 byl v časopise Poetics zveřejněn výzkum zabývající se vlivem kulturního kapitálu, habitu a sociální třídy na skupinku starších lidí, kteří měli hodnotit různé formy umění. Studie dochází k závěru, že respondenti byli při hodnocení jednotlivých uměleckých děl těmito faktory ovlivněni. Autoři ovšem upozorňují i na působení životních zkušeností, skupinové dynamiky a sociální mobility.